# Thluwi'thalbsh
Thluwi'thalbsh, pleme srodno Sammamishima, šire skupine Duwamish, koje je živjelo u području Union Baya u američkoj državi Washington. Godine oni i Sammamishi, nazivani kolektivno Lake Washington, preseljeni su na istočnu obalu otoka Bainbridge a nakon toga na Eliot Bay, te naposljetku na Tulalip School Superintendency.